# Ferulago scabra
Ferulago scabra là một loài thực vật có hoa trong họ Hoa tán. Loài này được Pomel mô tả khoa học đầu tiên năm 1874.